# Sarcapos
Sarcapos (o Sarcopos) era un'antica città della Sardegna di epoca fenicio-punica e romana, situata nella sub-regione del Sarrabus, a cui dà il nome. Viene menzionata nell'Itinerario antonino del III secolo.
La sua esatta ubicazione è stata a lungo oggetto di dibattito, oggi si tende a localizzarla nel territorio di Villaputzu, presso il rilievo di Cuccuru Santa Maria, in località Eringiana, vicino alla foce del Flumendosa. Di essa rimangono alcune tracce come i resti di un edificio che si presume fosse un tempio e una necropoli che ha restituito oltre 170 sepolture puniche e romane

## Storia
Sarcapos si configurava come centro di supporto degli itinerari verso l'Etruria, unico porto fluviale della costa orientale sarda. Non è possibile dimostrare se, almeno fino alla conquista romana dell'isola, questo centro fosse di controllo fenicio, ma è comunque plausibile che fosse costante la presenza di commercianti punici; è utile considerare che se Sarcapos, priva di sistemi difensivi particolarmente evidenti, isolata e circondata dalle popolazioni nuragiche, fosse stata sotto l'autorità fenicia, a causa delle frequenti rivolte indigene non avrebbe avuto molte possibilità di sopravvivenza.  Dopo la prima guerra punica e la guerra dei mercenari e divenuta la Sardegna provincia romana, Sarcapos aumentò l'importanza del suo porto per le rotte provenienti dall'Italia centrale. Nell'opera di Tolomeo Itinerarium Antonini, l'antica città è indicata lungo la strada che da Cagliari porta a Olbia, tra Ferraria (San Gregorio) e Porticenses (Tertenia), in prossimità della foce del Saipros Potamos (ovvero il Flumendosa). A causa delle frequenti incursioni barbariche, dall'VIII secolo, il villaggio si trasferì nel sito in cui è ubicata l'odierna Villaputzu, che risultava facilmente difendibile in caso di attacco.